# Kieler Straße 9 (Magdeburg)

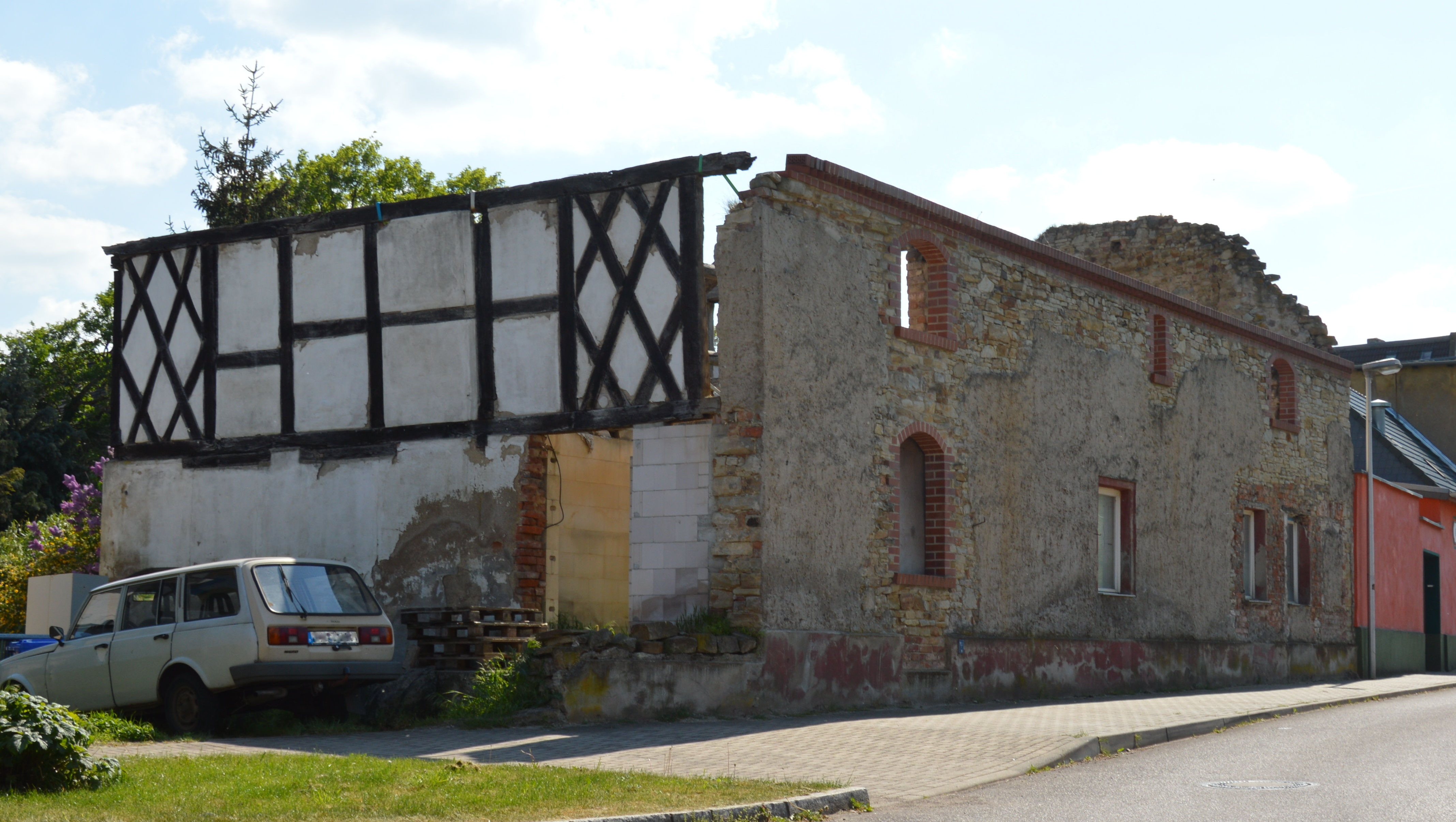
Kieler Straße 9, Blick von Osten, Aufnahme 2016

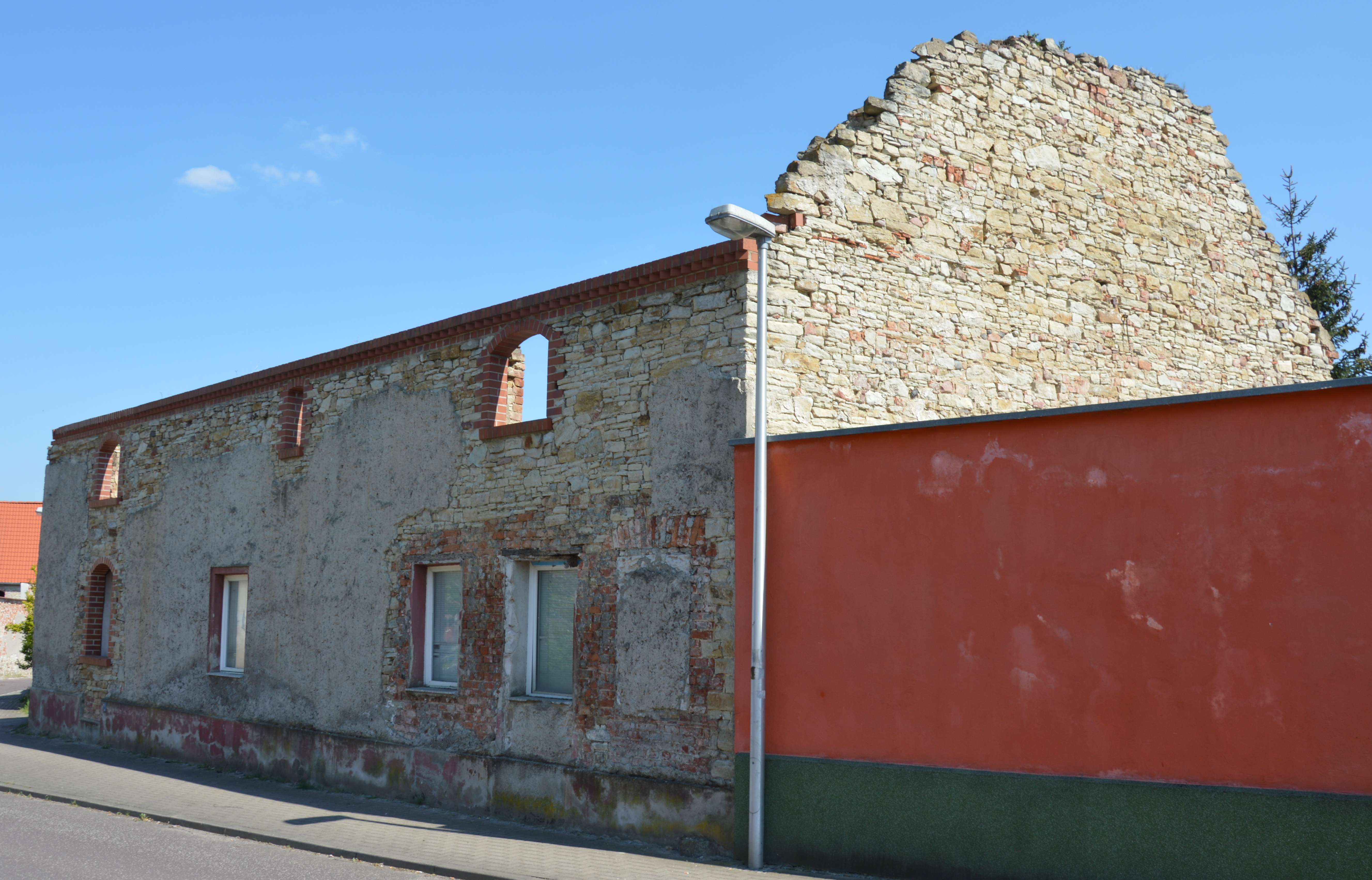
Blick von Westen

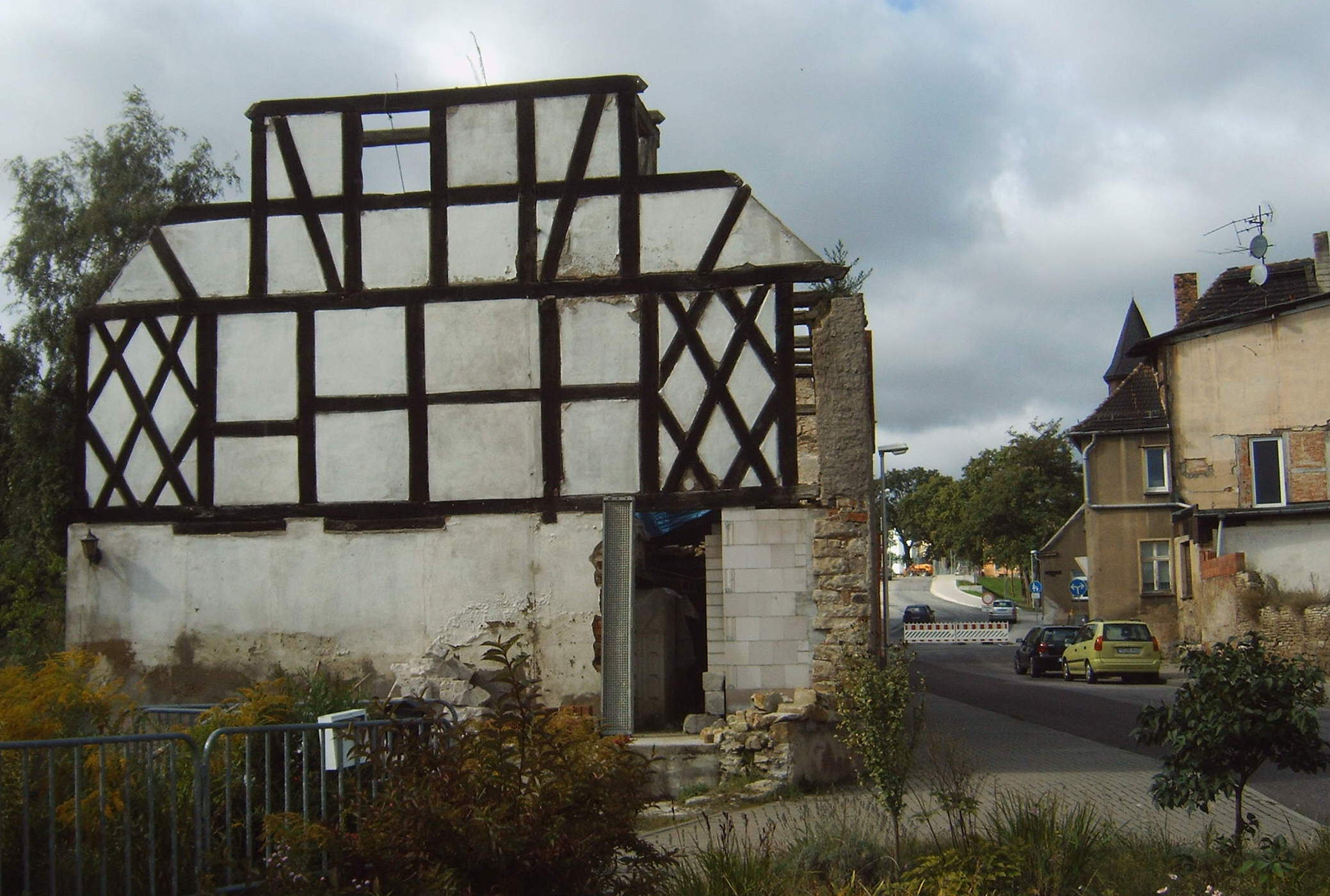
2007

Das Gebäude Kieler Straße 9 ist ein ehemals denkmalgeschütztes Wohnhaus im Magdeburger Stadtteil Westerhüsen.

## Lage
Es befindet sich im Ortszentrum Westerhüsens in einer das Ortsbild prägenden Lage auf der Südseite der Kieler Straße.

## Geschichte und Architektur
Der Hof gehörte zumindest Anfang des 18. Jahrhunderts Johann Martin Meylin. Die Familie Meylin findet in zwei Ortssagen Westerhüsens Erwähnung. Nach dem Tode Johann Martin Meylins heiratete seine Witwe am 20. Oktober 1711 Franz Böckelmann.
Das heutige zweigeschossige Wohnhaus entstand nach einer über dem auf der Südseite befindlichen Hauseingang bestehenden Inschrift im Jahr 1751. Die zuvor bestehende Bebauung war bei einem Großbrand am 18. Mai 1750 zerstört worden. Während das Untergeschoss in massiver Bauweise errichtet ist, wurde das obere Geschoss in Fachwerkbauweise gebaut. Bedeckt war das Haus von einem mit Ziegeln gedeckten Satteldach. Derzeit (Stand 2021) ist kein Dach vorhanden.
Der Hof umfasste ein Ackergut und gehörte vor dem Jahr 1820 dem Ackermann Christoph Gottfried Böckelmann. Zum Hof gehörte eine Mühle sowie nach der Separation eine Ackerfläche von elf Morgen. 1820 ging der Hof den Ackermann August Wilhelm Brennecke, dem bereits 1821 der Müllermeister Andreas Grabau als Eigentümer nachfolgte. Grabau ließ 1830 an der Holsteiner Straße die Curiosche Windmühle errichten. 1864 wurde seine Witwe als Eigentümerin geführt. 1866 übernahm der Ökonom Lebrecht Friedrich August Grabau das Anwesen. Vor der Vergabe von straßenweisen Hausnummern hatte das Gehöft die Hausnummer 29. 1920 wurden an der Straße und an der Ostseite befindliche alte Stallgebäude abgerissen. Auch eine große Scheune verschwand. Sie trug ein Storchennest und das letzte noch in Westerhüsen vorhandene Strohdach. 1926 gehörte der Hof dann Frau Lehmann, geborene Fischer und dem Kaufmann Herm. Eschert, ab 1927 Frau Marg. Lehmann und der an der Adresse Holsteiner Straße 15 lebenden Witwe Anna Eschert. Zumindest noch bis in die 1920er Jahre bestand ein als malerisch beschriebenes barockes Taubenhaus aus dem 18. Jahrhundert. Darüber hinaus waren ein großer Torbogen und an der Westseite ein Stall erhalten.
Noch im Jahr 1986 wurde das Innere des Gebäudes modernisiert und modernen Wohnansprüchen angepasst. Trotzdem befand sich das Haus bereits Anfang des 21. Jahrhunderts ohne Dach in einem stark sanierungsbedürftigen Zustand. Teile des nach Osten weisenden Fachwerkgiebels mussten abgenommen werden. Zumindest seit 2009 wird das Gebäude im örtlichen Denkmalverzeichnis nicht mehr als Kulturdenkmal geführt.